# バンダマ渓谷地方
バンダマ渓谷地方（Vallée du Bandama）は、コートジボワールの地方。北部に位置し、首府はブアケ。面積28,530km²、人口1,440,826人。

## 設立まで
バンダマ渓谷州はベオウミ、ブアケ、ダバカラ、カティオラ、サカスーの5県に分かれていた。

## 行政区画
- グベケ州
- ハンボル州